# Slaget ved Gingindlovu
Slaget ved Gingindlovu var et slag under Zulukrigen i 1879. Det blev udkæmpet mellem en britisk undsætningsstyrke der blev sendt for at bryde belejringen af Eshowe, og en hær af zuluer.

## Optakten
Charles Pearson ledte første kolonne af den britiske invasionsstyrke over Tugela floden. Hans mål var at anlægge en fremskudt base ved Eshowe. Basen blev da også anlagt, men snart var Pearson belejret i det hastigt opbyggede fort, ved en forladt norsk missionsstation. En undsætningsstyrke blev organiseret, og den forlod Fort Tenedos 29. marts, under kommando af Lord Chelmsford, og marcherede mod Eshowe. Kolonnen bestod af 3,390 europæere og 2,280 afrikanere. Kolonnen medbragte også en mængde artilleri, to 9 punds kanoner, fire 24 punds raketrør og to maskingeværer.
Fremrykningen gik langsomt, Chelmsford valgte en omvej for at undgå bagholdsangreb. På vejen sikrede han sig at hans mænd befæstede lejren hver aften, en lektie han havde lært på den hårde måde af slaget ved Isandlwana.
På trods af den langsomme fremrykning kunne Pearsons udkigsposter ved Eshowe se Chelmsfords lejer ved Inyezane floden om aftenen 1. april.
Lejren lå på en 100 meter høj bakkekam der strakte sig øst til vest ved siden af den 140 meter høje Umisi Hill. Landskabet faldt til alle sider, og gav gode skudlinjer. Lejrens befæstning bestod af en jordvold der gik en mand til livet. Den omgav de 120 vogne der var opstillet i en firkant med 120 meter lange sider. Mens disse forsvarsværker blev bygget, ankom en spejder, der kunne fortælle at zulutropper var ved at samle sig på den anden side af Umisi Hill. Et andet hold spejdere rapporterede at der ingen zuluer var bag bakken, men at en zuluhær havde slået lejr nordvest for den britiske lejr. Spejderne kunne ikke anslå zuluernes antal på grund af mørket, men hæren bestod af 12,000 zuluer, der alle var veteraner fra Isandlwana. Zuluhæren havde fået ordre på at lave et bagholdsangreb på undsætningsstyrken. Dette var deres eneste chance for at stoppe briterne inden de nåede Eshowe. 
Der var ingen angreb om natten.

## Slaget
Om morgenen 2. april var jorden våd og mudret, og der var en tæt tåge i luften. Chelmsford kunne ikke flytte sine vogne før jorden tørrede, så han sendte Natal Native Contingent ud for at provokere zuluerne til at angribe, mens han stadig holdt sin stærke stilling på bakken. Da tågen lettede kunne briterne se den venstre flanke af zuluhæren komme imod dem fra vest. En lang byge fra maskingeværerne åbnede slaget, og zuluerne fortrak ud af syne i højt græs.
Snart kunne briterne se hele zulustyrken nærme sig, og omringe lejren på tre sider, hvorefter de angreb. Da de nåede 3-400 meter fra briterne, åbnede det britiske infanteri ild, støttet af maskingeværerne og raketter. Zulu skytter forårsagede nogle britiske tab, men forsvarerne holdt zuluerne stangen, og Chelmsfords forsvarsplan lykkedes. Zuluernes angreb var ikke aggressive nok til at de kunne nå tæt på briterne, de manglede det drive og den kampgejst de havde haft ved Isandlwana og i slaget ved Rorke's Drift.
Efter 20 minutter begyndte zuluerne at trække sig. Chelmsford beordrede et udfald fra de beredne tropper, og de indfødte hjælpetropper. Et stort antal zulukrigere blev dræbt under deres tilbagetog.
Rundt om lejren fandt man 700 dræbte zuluer, og omkring 300 flere blev dræbt mens de flygtede. Briterne mistede 11 mand, og havde 48 sårede.

## Efter slaget
Slaget genoprettede Lord Chelmsfords tro på sin hærs evner til at besejre angreb fra zuluerne. Nu var der fri bane til at undsætte Pearsons tropper ved Eshowe.